# Lobuläres Karzinom in situ
Das lobuläre Karzinom in situ (englisch lobular carcinoma in situ, LCIS, häufig auch lateinisch Carcinoma lobulare in situ, CLIS oder Lobuläre Neoplasie, LN bzw. Lobuläre intraepitheliale Neoplasie, LIN) ist eine Wucherung neoplastischer Zellen in den Läppchen der Brustdrüse, die auf die Milchgänge übergreifen kann. Es handelt sich um ein  nicht invasives (nicht in umliegendes Gewebe einwachsendes) Karzinom  der weiblichen Brust. Obwohl sich das LCIS an „Ort und Stelle“ (in situ) befindet, kann es sich  zu einem invasiven Mammakarzinom entwickeln. Das lobuläre Karzinom in situ ist somit ein Risikofaktor für die Entstehung von Brustkrebs.
Das LCIS tritt in etwa 46 bis 85 Prozent aller Fälle multizentrisch (an mehreren unterschiedlichen Stellen der Brust), in etwa 30 bis 67 Prozent aller Fälle bilateral (beidseitig) und eher vor, als nach der Menopause auf.

## Epidemiologie
Der Anteil des LCIS an den nicht invasiven Karzinomen beträgt je nach Quelle etwa 5 %.

## Symptome
Das LCIS macht in der Regel keine Symptome und tritt als Zufallsbefund im Rahmen einer Biopsie auf (z. B. Biopsie im Mammographie-Screening).

## Diagnose
Da dieses In-situ Karzinom nur selten Mikrokalk bildet, kann es in der Regel nicht durch eine Mammographie diagnostiziert werden. Es ist weder mit bloßem Auge sichtbar, noch ist es tastbar. Die Diagnose ist nur mit Hilfe einer histologischen Untersuchung durch einen Pathologen möglich.

## Histologische Merkmale der LCIS-Formen
Die WHO-Klassifikation der Tumoren unterscheidet zwischen drei unterschiedlichen Formen des LCIS, die unter dem Oberbegriff Lobuläre Neoplasie zusammengefasst werden: atypische lobuläre Hyperplasie (ALH), Carcinoma lobulare in situ (CLIS) und Carcinoma lobulare in situ vom extended („ausgedehnten“) Typ.
Bei der atypischen lobulären Hyperplasie bleiben die neoplastischen Zellen auf das Läppchen beschränkt, die Architektur des Läppchens wird nicht verändert.
Das CLIS ist definiert durch eine Aufweitung der Läppchen, die von großen Mengen neoplastischer Zellen ausgefüllt werden.
Beim CLIS extended type sind die Läppchen ebenfalls durch Tumorzellen aufgeweitet. Diese breiten sich aber bereits in die Milchgänge aus.
Insbesondere beim CLIS und beim CLIS extended type können auch – jedoch selten – Nekrosen und Mikroverkalkungen vorkommen.
Einige Pathologen klassifizieren das LCIS nach der LIN-Einteilung (Lobular Intraepithelial Neoplasia). Eine LIN1 entspricht hier der ALH, eine LIN2 dem CLIS, eine LIN3 dem CLIS extended type.

## TNM-Klassifikation
In der TNM-Klassifikation erhält das LCIS die Einstufung Tis (für in situ) mit dem Zusatz (LCIS).

## Therapie und Prognose
Eine generelle Therapieempfehlung für das LCIS existiert nicht, insbesondere, weil unter diesem Begriff  eine heterogene („nicht einheitliche“) Gruppe unterschiedlicher Läsionen zusammengefasst ist.
Bei der Behandlung muss mehreren Faktoren Rechnung getragen werden:
- Die drei Subtypen des LCIS haben ein unterschiedliches Risiko zu einem invasiven Karzinom fortzuschreiten. Für das CLIS und das CLIS extended type zeigte sich in entsprechenden Studien ein erhöhtes Risiko, nicht jedoch für die atypische lobuläre Hyperplasie[3].
- Bis zu 85 % aller LCIS sind multizentrisch und bis zu 67 % treten gleichzeitig in beiden Brüsten auf.[1]
- Es existieren keine bildgebenden Verfahren, mit denen ein LCIS sichtbar gemacht werden kann. Ebenso wenig gibt es eine Möglichkeit, durch klinische oder serologische Untersuchungen Informationen über die Ausdehnung der Neoplasie zu bekommen.

Bis vor wenigen Jahren waren in der Therapieentscheidung lediglich die letzten beiden Punkte bekannt. Dies hatte zur Folge, dass bei den betroffenen Frauen eine beidseitige Mastektomie durchgeführt wurde. Heutzutage gibt es keine Empfehlung mehr zu diesem Vorgehen. Lediglich beim CLIS extended type sollte eine vollständige Entfernung des betroffenen Areals in Erwägung gezogen werden. Die überwiegende Mehrheit der Frauen wird demnach nicht operiert, sondern  sollte sich einer engmaschigen klinischen und mammographischen Kontrolle unterziehen.